# فتح‌آباد (شهرکرد)
فتح‌آباد (شهرکرد)، روستایی از توابع بخش لاران شهرستان شهرکرد در استان چهارمحال و بختیاری است.

## جمعیت
این روستا در بخش لاران قرار دارد و براساس سرشماری مرکز آمار ایران در سال ۱۳۹۵، جمعیت آن ۲۰۷ نفر (۶۸خانوار) می‌باشد.